# تپه دره‌ای (۱و۲و۳) علیا
تپه دره‌ای (۱و۲و۳) علیا مربوط به دوران پیش از تاریخ ایران باستان تا دوران‌های تاریخی پس از اسلام است و در شهرستان دورود، بخش مرکزی، روستای بهرام آباد علیا واقع شده و این اثر در تاریخ ۲۴ اسفند ۱۳۸۳ با شمارهٔ ثبت ۱۱۷۱۴ به‌عنوان یکی از آثار ملی ایران به ثبت رسیده است.